# Île-d'Arz
Île-d'Arz är en kommun i departementet Morbihan i regionen Bretagne i nordvästra Frankrike. Kommunen ligger i kantonen Vannes-Ouest som tillhör arrondissementet Vannes. År 2022 hade Île-d'Arz 317 invånare.

## Befolkningsutveckling
Antalet invånare i kommunen Île-d'Arz
| Referens: INSEE |